# Municipio 10 Midland
El municipio 10 Midland (en inglés: Township 10, Midland) es un municipio ubicado en el  condado de Cabarrus en el estado estadounidense de Carolina del Norte. En el año 2010 tenía una población de 6.241 habitantes.

## Geografía
El municipio 10 Midland se encuentra ubicado en las coordenadas 35°15′39.69″N 80°31′6.98″O / 35.2610250, -80.5186056.